# Андріантомпунімерина II
Андріантомпунімерина II (*д/н — після 1747) — 3-й мпанзака (володар) Імерина-Імароватана у 1732—1747 роках.

## Життєпис
Старший син Андріанананімерини, мпазаки Імерини-Імароватани. При народженні отримав ім'я Андріамбелуманана. Замолоду допомагав батькові у політичних та військових справах.
Успадкував трон близько 1732 року. Провів успішні кампанії проти держави Імерина-Антананаріву та сусідніх держав. Втім перебіг їх недостатньо відомий. Близько 1747 року внаслідок змови був повалений небогою Раманандріанджакою. Подальша доля невідома.